# (1202) Marina
(1202) Marina es un asteroide perteneciente al cinturón exterior de asteroides, dentro del grupo de Hilda, descubierto el 13 de septiembre de 1931 por Grigori Nikoláievich Neúimin desde el observatorio de Simeiz en Crimea.
Está nombrado en honor de Marina Davídovna Lavrova-Berg, científica colaboradora en el observatorio de Pulkovo.